# Fuentes Kurzflügel-Fangschrecke
Fuentes Kurzflügel-Fangschrecke (Apteromantis aptera) ist eine Fangschrecke aus der Familie der Mantidae. Sie ist nach dem Spanischen Entomologisten José María Hugo de la Fuente Morales benannt und ist eine der wenigen Fangschrecken, bei denen beide Geschlechter kurz geflügelt sind.

## Merkmale

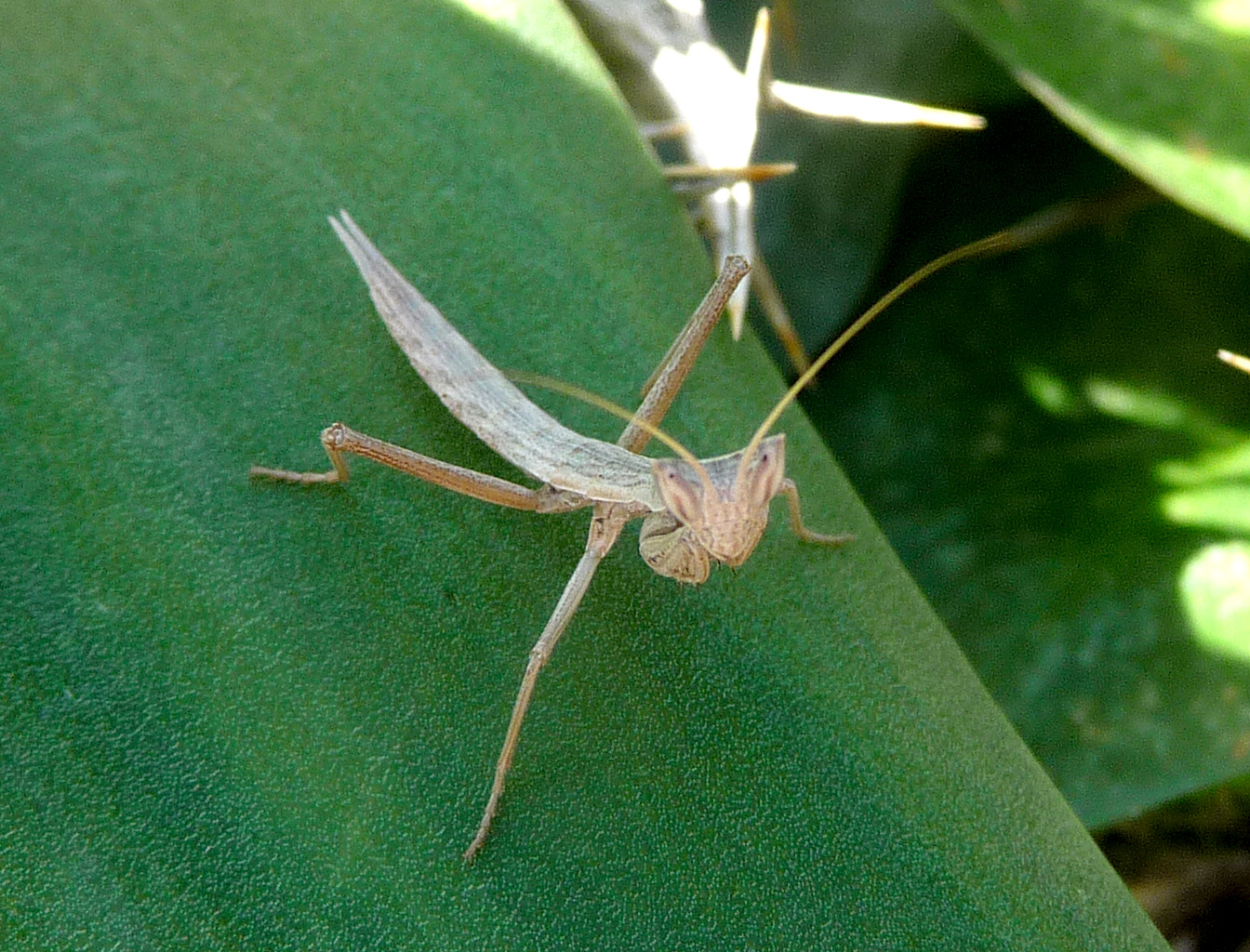
Jungtier

Die Weibchen erreichen eine Körperlänge von 23 bis 36 mm, Männchen eine von 27 bis 28 mm, was Fuentes Kurzflügel-Fangschrecke zur größten Art der Unterfamilie Amelinae macht. Die Grundfärbung der Art ist meist grasgrün, seltener hellbraun oder grau. Der Körperbau der Fangschrecke entspricht weitestgehend dem anderer Vertreter der Unterfamilie. Auch hier ragen die konisch geformten und seitlich nach oben zugespitzten Augen deutlich über den Kopf hinaus. Ebenso besitzt die Art lange Beine, welche die Mantiden zu schnellen Läufern und guten Springern machen. Auffällig ist die namensgebende Eigenschaft der stark reduzierten Flügel beider Geschlechter, einer Eigenschaft, die bei Fangschrecken selten ist. Das Notum des unterfamilientypisch kurzen Thorax besitzt seinen breitesten Teil fast im Zentrum. Auch bei Fuentes Kurzflügel-Fangschrecke ist der für Fangschrecken typische Sexualdimorphismus präsent. Die Cerci der Männchen haben eine lange und flache Grundform, die der Weibchen sind triangular und eingeschnitten. Auch besitzt das breiter gebaute Weibchen hier nur sechs Hinterleibssegmente, das Männchen  hingegen acht Segmente und eine schmalere Form.

## Vorkommen

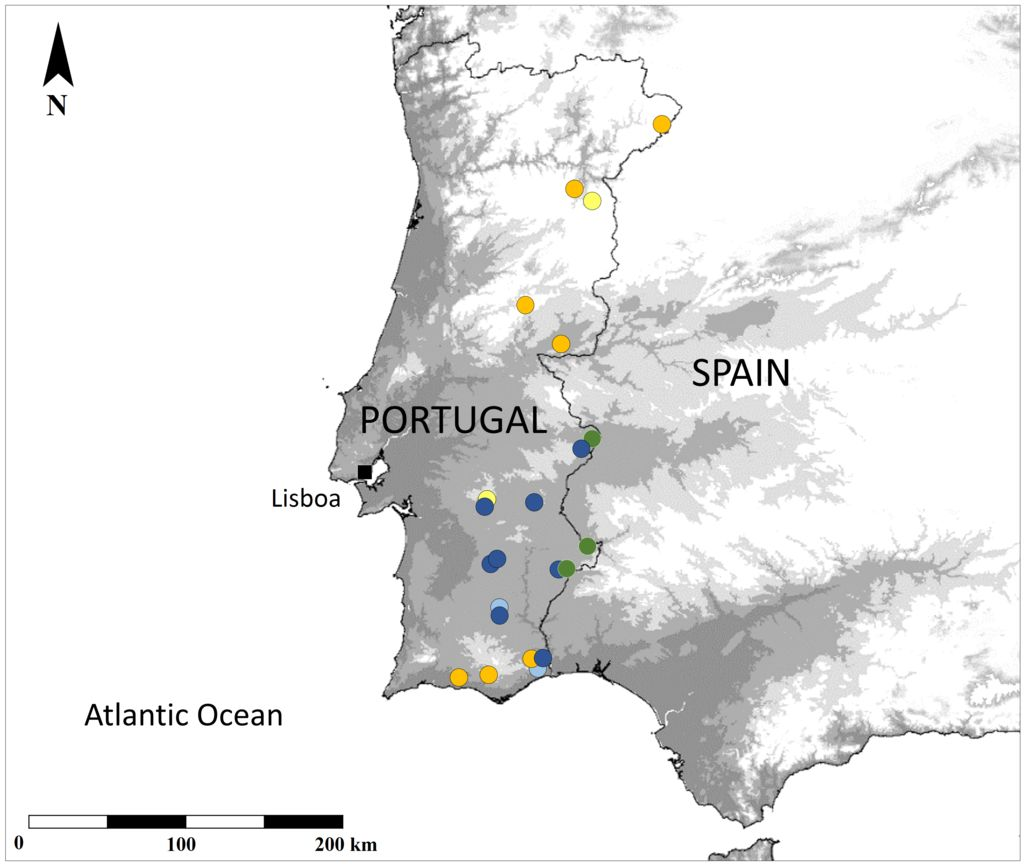
Verbreitung von Fuentes Kurzflügel-Fangschrecke in Portugal (blaue Kreise)

Fuentes Kurzflügel-Fangschrecke besitzt ein kleines und lückiges Verbreitungsgebiet, welches sich lediglich über den zentralen und südlichen Teil Spaniens und den südlichen Teil Portugals erstreckt. Dort bewohnt sie überwiegend Büsche und Sträucher trockener und sonniger Hügellandschaften sowie grasbewachsene Weiden und weitere Gebiete mit geringer Vegetation der Macchie und Garrigue. Sie kommt gerne in ungestörten offenen Flächen der Dehesas, am Rand von Kiefernwäldern, Heckengebüschen, Weinbergen und auch entlang Straßen vor. Typische Pflanzen sind Fenchel, Wilde Möhre und die salztolerante Sode Suaeda vera . Die Art ist bis zu einer Höhe von 1.300 Metern nachgewiesen.

### Gefährdung
Innerhalb ihres Habitats ist Fuentes Kurzflügel-Fangschrecke recht häufig präsent, wird aber oft aufgrund der Tarnung übersehen. In der Roten Liste der IUCN wird sie als „ungefährdet“ („least concern“) eingestuft. Dennoch wird durch den Siedlungs- und Landwirtschaftsausbau und den damit einhergehenden Schwund ihrer Lebensräume ein Rückgang der wenig verbreiteten Art befürchtet. Eine weitere Gefahr für die Fansgchrecke ist der Einsatz von Pestiziden in der Landwirtschaft.

## Lebensweise

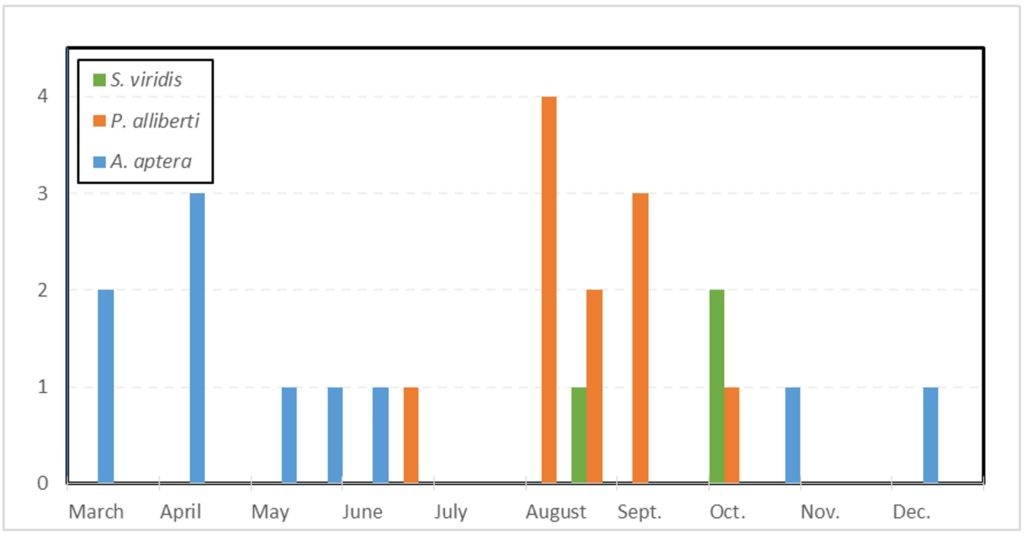
Phänologie der Fangschrecken Perlamantis allibertii (orange), der Afrikanischen Riesengottesanbeterin (grün) und Fuentes Kurzflügel-Fangschrecke (blau), die sich oftmals die gleichen Lebensräume teilen.

Wie fast alle Fangschrecken ist Fuentes Kurzflügel-Fangschrecke tagaktiv und teilt mit allen Vertretern der Ordnung ihre räuberische Lebensweise. Sie bildet eine Generation pro Jahr aus. Sie überwintern als Nymphe und werden im folgenden Jahr Mai bis Juni reif.  Zum Beutespektrum zählen jegliche Gliederfüßer und andere Tiere in passender Größe, bevorzugt werden aber scheinbar Heuschrecken. Fuentes Kurzflügel-Fangschrecke bewohnt sowohl die Pflanzen als auch den Bodengrund ihres Habitats und verhält sich wie viele Fangschrecken meist bewegungslos und bleibt somit dank ihrer Tarnung größtenteils unbemerkt.

### Fortpflanzung
Ausgewachsene Tiere von Fuentes Kurzflügel-Fangschrecke sind vom Herbst bis zum Winter zu finden (Oktober bis Juli). Wie bei allen Arten der Unterfamilie verläuft auch die Paarung bei Fuentes Kurzflügel-Fangschrecke zumeist friedlich ohne Kannibalismus seitens des Weibchens. Einige Zeit nach der Paarung legt das Weibchen bis zu vier Ootheken aus hartem Schaum mit einem Durchmesser von bis zu 10 mm. Diese enthalten zumeist 30 bis 40 Eier.

## Systematik
Fuentes Kurzflügel-Fangschrecke ist eine von nur zwei Arten der Gattung Apteromantis (die andere ist die nordafrikanische Apteromantis bolivari). Bei ihrer Erstbeschreibung 1894 wurde sie von ihrem Beschreiber José María Hugo de la Fuente Morales, nach dem die Art ihre deutsche Bezeichnung erhielt, zuerst in die Gattung Ameles eingeordnet und erhielt somit die Bezeichnung Ameles aptera. William Forsell Kirby ordnete die Art 1904 in die Gattung Pseudoyerseniaa ein. Als Max Walter Peter Beier 1935 die Gattung Apteromantis erstbeschrieb, ordnete er auch Fuentes Kurzflügel-Fansgchrecke darin ein, sodass sie nun ihre bis heute existierende wissenschaftliche Bezeichnung erhielt.

## Galerie

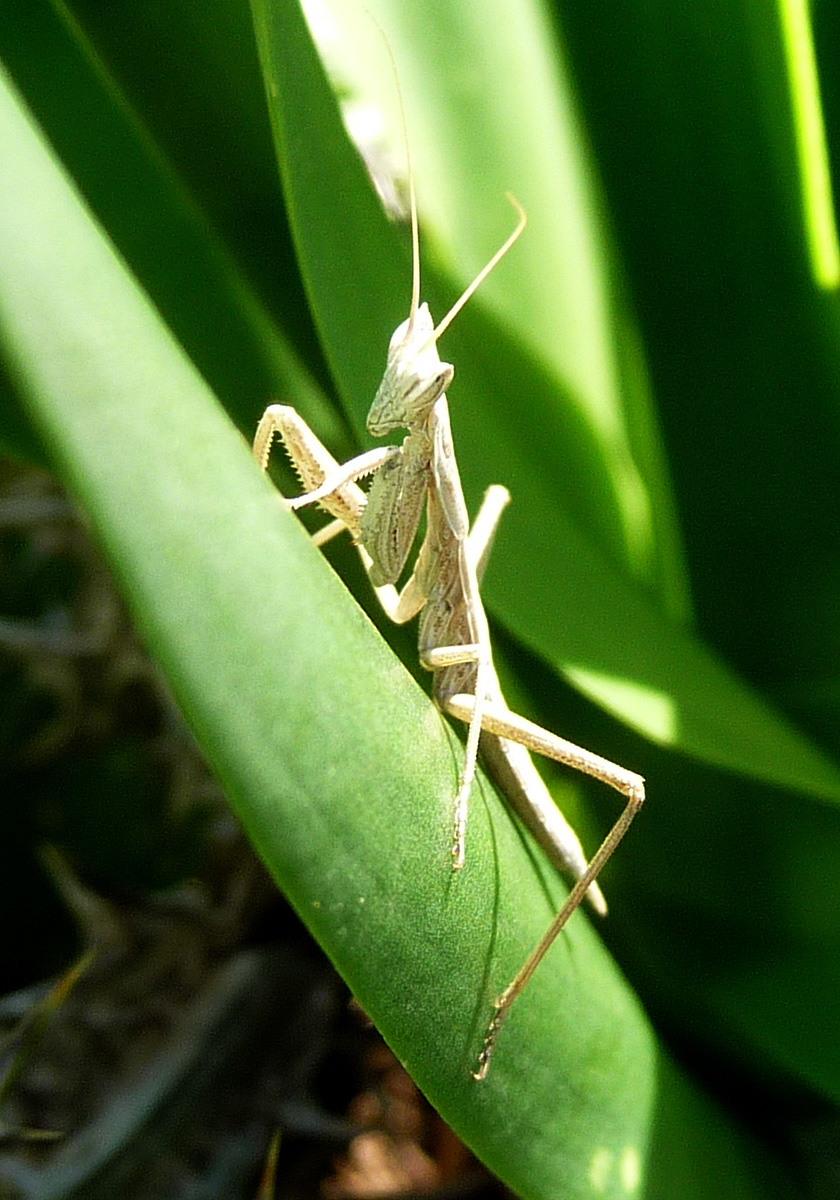
Frontalansicht eines Jungtiers
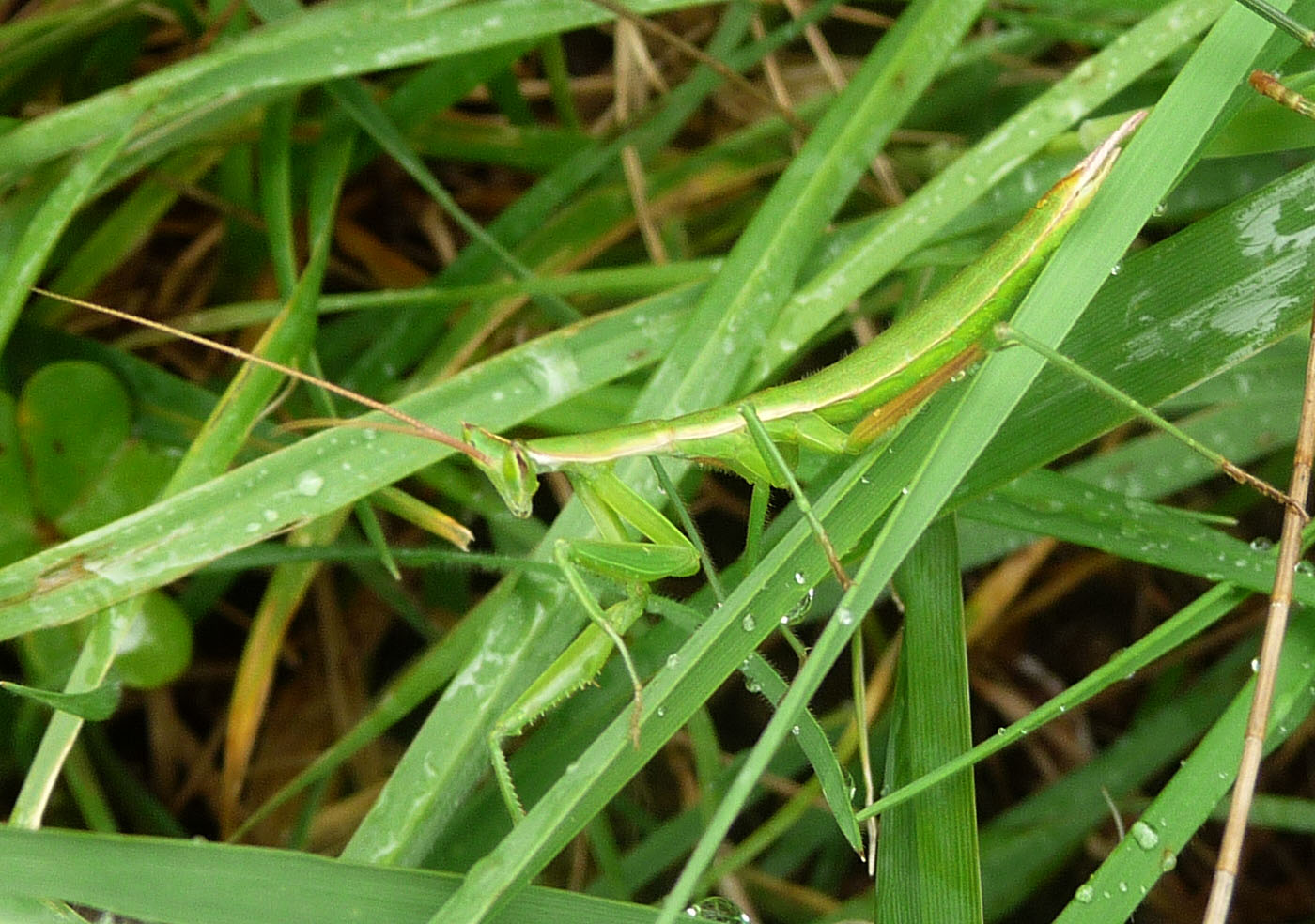
Lateralsicht eines Männchens
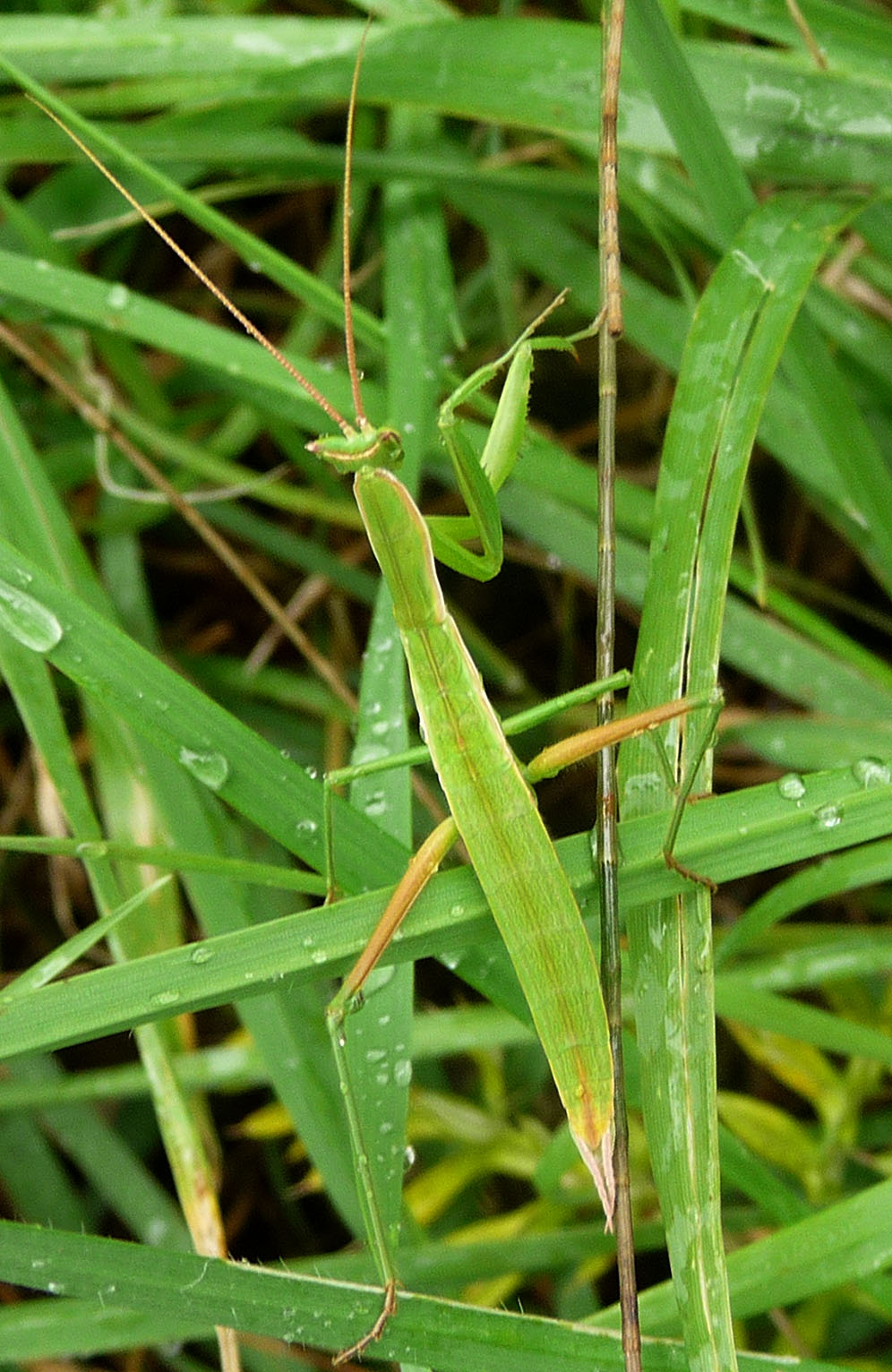
Draufsicht eines Männchens